# Tutwiler
Tutwiler es un pueblo del Condado de Tallahatchie, Misisipi, Estados Unidos. Según el censo de 2000 tenía una población de 1.364 habitantes y una densidad de población de 393.0 hab/km².

## Demografía
Según el censo de 2000, había 1.364 personas, 410 hogares y 316 familias residiendo en la localidad. La densidad de población era de 393,0 hab./km². Había 429 viviendas con una densidad media de 123,6 viviendas/km². El 11,80% de los habitantes eran blancos, el 87,32% afroamericanos, el 0,29% amerindios, el 0,37% asiáticos y el 0,22% pertenecía a dos o más razas. El 0,44% de la población eran hispanos o latinos de cualquier raza.
Según el censo, de los 410 hogares en el 35,9% había menores de 18 años, el 34,4% pertenecía a parejas casadas, el 34,4% tenía a una mujer como cabeza de familia y el 22,7% no eran familias. El 20,0% de los hogares estaba compuesto por un único individuo y el 11,0% pertenecía a alguien mayor de 65 años viviendo solo. El tamaño promedio de los hogares era de 3,33 personas y el de las familias de 3,82.
La población estaba distribuida en un 33,6% de habitantes menores de 18 años, un 11,7% entre 18 y 24 años, un 26,1% de 25 a 44, un 16,3% de 45 a 64 y un 12,2% de 65 años o mayores. La media de edad era 29 años. Por cada 100 mujeres había 80,4 hombres. Por cada 100 mujeres de 18 años o más, había 76,3 hombres.
Los ingresos medios por hogar en la localidad eran de 18.958 dólares ($) y los ingresos medios por familia eran 22.857 $. Los hombres tenían unos ingresos medios de 21.364 $ frente a los 17.222 $ para las mujeres. La renta per cápita para la ciudad era de 7.177 $. El 38,5% de la población y el 32,1% de las familias estaban por debajo del umbral de pobreza. El 45,5% de los menores de 18 años y el 31,1% de los habitantes de 65 años o más vivían por debajo del umbral de pobreza.

## Geografía
Según la Oficina del Censo de los Estados Unidos, la localidad tiene un área total de 3,5 km², todos ellos correspondientes a tierra firme.